# Jamides vaneeckei
Jamides vaneeckei är en fjärilsart som beskrevs av Hans Fruhstorfer 1915. Jamides vaneeckei ingår i släktet Jamides och familjen juvelvingar. Inga underarter finns listade i Catalogue of Life.